# Przemysław Tajchert
Przemysław Tajchert (ur. 11 kwietnia 1978 w Zielonej Górze) – polski żużlowiec.

## Życiorys
Licencję żużlową zdobył w 1995 roku. W czasie kariery żużlowej reprezentował kluby Iskry Ostrów Wielkopolski (1996–1998), Polonii Bydgoszcz (1999–2001), KM Ostrów Wielkopolski (2002–2004) i Kolejarza Opole (2005). Dwukrotny medalista drużynowych mistrzostw Polski: złoty (2000) oraz brązowy (2001). Mistrz Polski par klubowych (Leszno 1999), zdobywca Klubowego Pucharu Europy (Dyneburg 2001).
Finalista młodzieżowych drużynowych mistrzostw Polski (Grudziądz 1997 – IV m.), młodzieżowych mistrzostw Polski par klubowych (Rzeszów 1997 – VI m.), młodzieżowych indywidualnych mistrzostw Polski (Gniezno 1999 – VI m.), indywidualnych mistrzostw Polski (Grudziądz 2000 – jako zawodnik rezerwowy) oraz turnieju o "Srebrny Kask" (Leszno 1998 – X m.).
Od 2009 r. pracuje jako mechanik w zespole szwedzkiego żużlowca Fredrika Lindgrena.